# Colpochila crassiventris
Colpochila crassiventris är en skalbaggsart som beskrevs av Blanchard 1850. Colpochila crassiventris ingår i släktet Colpochila och familjen Melolonthidae. Inga underarter finns listade i Catalogue of Life.